# Beni Belʿaqab
Die Beni Belʿaqab (auch Bani Belʿaqab; bny blʿqb) waren ein Stamm in Mesopotamien, der in zwei Inschriften in Hatra genannt wird und wahrscheinlich in der Umgebung der Stadt lebte. Demnach erbauten sie in der Stadt zusammen mit den Stamm der Beni Taymu im Jahr 97/98 n. Chr. einen Tempel (Tempel VIIIa, der dem Herakles geweiht war) und ein Grab (nach 88/89 n. Chr.). 